# Kyathanamale, Challakere
Kyathanamale là một làng thuộc tehsil Challakere, huyện Chitradurga, bang Karnataka, Ấn Độ.